# Sabicea carbunica
Sabicea carbunica är en måreväxtart som beskrevs av Nicolas Hallé. Sabicea carbunica ingår i släktet Sabicea och familjen måreväxter. Inga underarter finns listade i Catalogue of Life.